# Sei fregate originali della US Navy

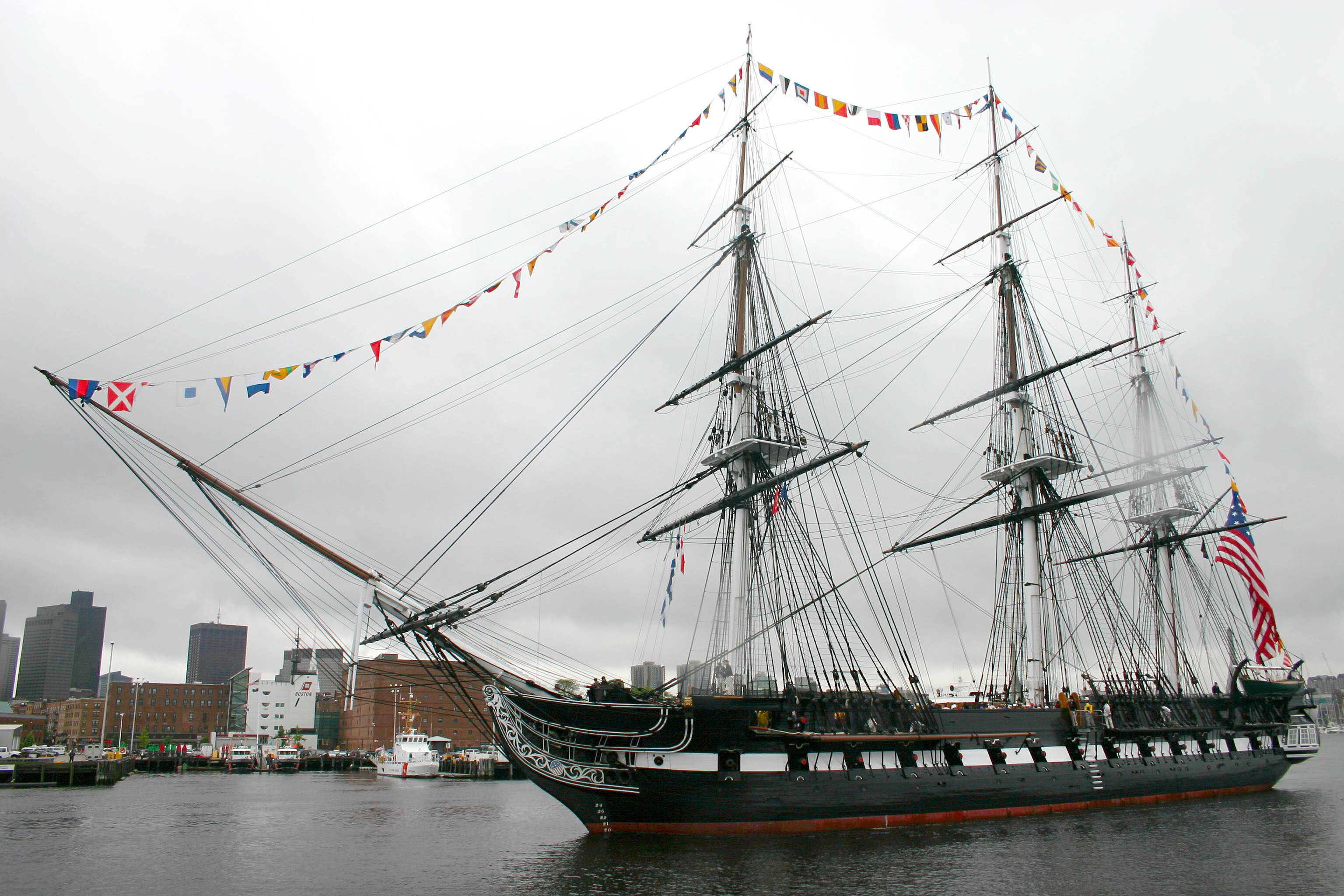
La USS Constitution, una delle 6 fregate originali della marina americana.

Le sei fregate originali della US Navy furono autorizzate dal congresso con il Naval Act del 1794 il 27 marzo 1794. Costruite durante il periodo in cui la marina degli stati uniti si stava formando, furono progettate da Joshua Humphreys, che creò una flotta di fregate in grado di sfidare altre navi della Royal Navy o della Marina francese.
Le sei navi erano la United States, la Constellation, la Constitution, la Chesapeake, la Congress e la President.

## Costruzione
Nel mese di agosto 1785, dopo la Rivoluzione Americana, il congresso vendette l'Alliance, l'ultima nave rimasta della Marina continentale. Da allora fino al 1797, l'unico corpo armato marittimo fu il United States Revenue Cutter Service, fondato nel 1790 su consiglio del segretario del tesoro Alexander Hamilton. Le continue azioni di disturbo da parte di Francia e dei pirati, richiesero tuttavia la creazione di una forza navale per la difesa della Marina mercantile. Dopo lo scoppio della Rivoluzione francese, anche l'impero britannico iniziò ad intaccare i commerci americani tramite atti di pirateria, durante il 1790, 11 navi americane furono catturate senza che il governo potesse fare nulla per impedirlo.
Alla fine del 1792, il segretario della guerra Henry Knox richiese che venissero costruite 6 navi da guerra, secondo il progetto di Joshua Humphreys e di Giosia Fox, progetto che venne definitivamente approvato nel 1793. Il design lungo sulla chiglia e il montaggio di cannoni molto pesanti erano inusuali per l'epoca, ma erano giustificati dal fatto che Humphreys sapeva bene che la marina americana non avrebbe mai potuto rivaleggiare con le altre marine europee in termini di dimensione della flotta; per questo motivo richiese delle navi che fossero in grado di sopraffare le fregate nemiche pur tuttavia rimanendo abbastanza agili da sfuggire ad un vascello.
Il Naval Act del 1794 prevedeva la costruzione di 4 navi dotate di 44 cannoni a testa, e di altre due dotate di 36 cannoni.
Nonostante il periodo di tranquillità, il congresso decise di continuare a finanziare la costruzione della flotta, ma i lavori procedettero a rilento fino alla fine del 1798, quando subirono una forte accelerazione in seguito agli attacchi subiti dai mercantili americani da parte della flotta francese e il successivo accendersi della quasi-guerra.
Le sei navi furono realizzate in sei diversi cantieri navali, e l'unica nave ad oggi superstite è la USS Constitution. Le polene di quattro delle fregate vennero scolpite dallo scultore William Rush.